# Begravda hemligheter
Begravda hemligheter (danska: Danefæ) är en dansk dramaserie som hade premiär på danska TV2 den 15 juni 2025.

## Handling
Serien handlar om arkeologen Ester Toksvig som gör ett sensationellt fynd från vikingatiden som kastar henne rakt in i ett kriminaldrama och en arkeologisk mordutredning.

## Rollista (i urval)
- Lene Maria Christensen - Ester Toksvig
- Anders W. Berthelsen - Michael
- Fanny Leander Bornedal - Liva
- Petrine Agger - Ulla
- Sara Fanta Traore - Laura
- Joen Højerslev - Christian
- Carl Tange - Storm
- Birthe Neumann - Bitten